# Aleksander Kacprzyk
Aleksander Kacprzyk (ur. 29 listopada 1899 w Goździówce, zm. w 1967) – plutonowy Wojska Polskiego, kawaler Orderu Virtuti Militari.

## Życiorys
Urodził się 29 listopada 1899 w Goździówce, w rodzinie Andrzeja (zm. 1906) i Katarzyny z Orłowskich (1866–1915). Ukończył sześć klas szkoły powszechnej. Później wyuczył się zawodu stolarza.
1 czerwca 1919 został powołany do Wojska Polskiego i wcielony do 7. kompanii 15 pułku piechoty. W jej szeregach walczył na wojnie z bolszewikami. Wyróżnił się 5 września 1920 w bitwie pod Stepankowicami. Po zwolnieniu z wojska kontynuował pracę jako stolarz.
W 1935 był właścicielem sześciu mórg ziemi ornej. W tym samym roku, dzięki poparciu szefa Biura Kapituły Orderu Virtuti Militari ppłk. Franciszka Sobolty, otrzymał pracę w warsztatach kolejowych w Pruszkowie, w charakterze stolarza z zarobkiem 6 zł dziennie. 10 listopada 1937 napisał do szefa Biura Kapituły, że zarobek ten „nie wystarcza mi nawet na skromne utrzymanie rodziny składającej się z żony i dwojga dzieci”. Mieszkał wówczas w Miłosnej przy ul. Niemojewskiego 7. Jego żoną była Felicja z domu Siporska (1915–1941). Zmarł w 1967. Został pochowany na cmentarzu Parafii św. Katarzyny w Pustelniku.

## Ordery i odznaczenia
- Krzyż Srebrny Orderu Wojskowego Virtuti Militari nr 1819 (1792)[a][12][13]
- Krzyż Walecznych dwukrotnie[14]